# Liubusua

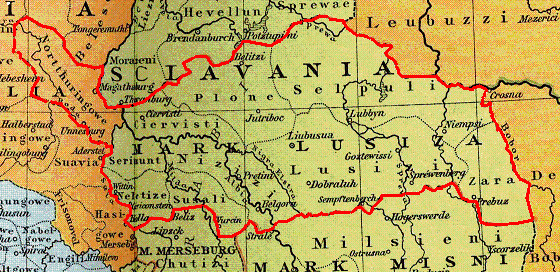
Hipotetyczne położenie Liubusua na niemieckiej mapie z 1886 r.

Liubusua – gród Łużyczan wzmiankowany trzykrotnie w kronice Thietmara. W 932 roku został po długotrwałym oblężeniu zdobyty przez Henryka I Ptasznika i spalony. Odbudowany w 1012 roku przez Henryka II Świętego, jeszcze w tym samym roku został zdobyty i spalony przez Bolesława Chrobrego. Zgodnie z relacją Thietmara, który opisywał Liubusua z autopsji, na północ od grodu odbudowanego przez Henryka II znajdowało się większe grodziszcze o 12 bramach, mogące pomieścić 10 tysięcy ludzi. 
Lokalizacja opisanego przez Thietmara grodu pozostaje niepewna. Identyfikowano go z późniejszymi miejscowościami Lubusz, Lubiąż, Löbau, Lebusa i Luckau.